# Phoenix Film Critics Society Awards 2012
13° PFCS Awards

18 dicembre 2012

Miglior film: 

 Argo 
I premi del 13° Phoenix Film Critics Society Awards in onore del miglior cinema del 2012, sono stati annunciati il 18 dicembre 2012.

## Premi e nomination

### Miglior film
Argo
- The Avengers
- Re della terra selvaggia
- Les Misérables
- Vita di Pi
- Lincoln
- Moonrise Kingdom - Una fuga d'amore
- Il lato positivo - Silver Linings Playbook
- Skyfall
- Zero Dark Thirty

### Miglior regista
Kathryn Bigelow — Zero Dark Thirty
- Ben Affleck — Argo
- Tom Hooper — Les Misérables
- Ang Lee — Vita di Pi
- Steven Spielberg — Lincoln

### Miglior attore
Daniel Day-Lewis — Lincoln
- John Hawkes — The Sessions - Gli incontri
- Anthony Hopkins — Hitchcock
- Hugh Jackman — Les Misérables
- Joaquin Phoenix — The Master

### Miglior attrice
Jessica Chastain — Zero Dark Thirty
- Jennifer Lawrence — Il lato positivo - Silver Linings Playbook
- Quvenzhané Wallis — Re della terra selvaggia
- Naomi Watts — The Impossible
- Mary Elizabeth Winstead — Smashed

### Miglior attore non protagonista
Phillip Seymour Hoffman — The Master
- Javier Bardem — Skyfall
- Robert De Niro — Il lato positivo - Silver Linings Playbook
- Tommy Lee Jones — Lincoln
- Ezra Miller — Noi siamo infinito

### Miglior attrice non protagonista
Anne Hathaway — Les Misérables
- Judi Dench — Skyfall
- Sally Field — Lincoln
- Helen Hunt — The Sessions - Gli incontri
- Emma Watson — Noi siamo infinito

### Miglior cast
Moonrise Kingdom - Una fuga d'amore
- Argo
- Les Misérables
- Il lato positivo - Silver Linings Playbook

### Migliore sceneggiatura originale
Moonrise Kingdom - Una fuga d'amore — Wes Anderson e Roman Coppola
- La frode — Nicholas Jarecki
- The Master — Paul Thomas Anderson
- Zero Dark Thirty — Mark Boal

### Migliore adattamento della sceneggiatura
Argo — Chris Terrio
- Les Misérables — William Nicholson, Alain Boublil, Claude-Michel Schönberg, e Herbert Kretzmer
- Noi siamo infinito — Stephen Chbosky
- Il lato positivo - Silver Linings Playbook — David O. Russell

### Miglior film di animazione
Ralph Spaccatutto
- Ribelle - The Brave
- Frankenweenie
- ParaNorman

### Miglior film in lingua straniera
Quasi amici - Intouchables, Spagna
- Royal Affair, Danimarca
- Amour, Austria / Francia
- Headhunters - Il cacciatore di teste, Norvegia
- Jiro e l'arte del sushi, Giappone

### Miglior documentario
Searching for Sugar Man
- Bully
- Jiro e l'arte del sushi
- The Queen of Versailles

### Miglior fotografia
Vita di Pi — Claudio Miranda
- Les Misérables — Danny Cohen
- Lincoln — Janusz Kamin'ski
- Skyfall — Roger Deakins
- Zero Dark Thirty — Greig Fraser

### Migliore scenografia
Moonrise Kingdom - Una fuga d'amore
- Anna Karenina
- Cloud Atlas
- Lo Hobbit - Un viaggio inaspettato
- Les Misérables

### Migliori costumi
Anna Karenina
- Royal Affair
- Lo Hobbit - Un viaggio inaspettato
- Les Misérables
- Lincoln

### Miglior montaggio
Argo — William Goldenberg
- Il cavaliere oscuro - Il ritorno — Lee Smith
- Vita di Pi — Tim Squyres
- Skyfall — Stuart Baird e Kate Baird
- Zero Dark Thirty — William Goldenberg e Dylan Tichenor

### Migliori effetti speciali
Vita di Pi
- The Avengers
- Cloud Atlas
- Lo Hobbit - Un viaggio inaspettato
- Prometheus

### Migliori stunt-men
Skyfall
- The Avengers
- The Bourne Legacy
- Il cavaliere oscuro - Il ritorno
- Looper

### Migliori musiche originali
Skyfall — "Skyfall"
- Les Misérables — "Suddenly"
- Ralph Spaccatutto — "When Can I See You Again?"

### Migliore colonna sonora
Skyfall — Thomas Newman
- Hitchcock — Danny Elfman
- Vita di Pi — Mychael Danna
- Lincoln — John Williams

### Miglior film per la famiglia
Vita di Pi
- Qualcosa di straordinario
- Chimpanzee
- L'incredibile vita di Timothy Green

### Miglior attore debuttante protagonista o non protagonista
Tom Holland — The Impossible
- CJ Adams — L'incredibile vita di Timothy Green
- Daniel Huttlestone — Les Misérables
- Jared Gilman — Moonrise Kingdom - Una fuga d'amore

### Miglior attrice debuttante protagonista o non protagonista
Quvenzhané Wallis — Re della terra selvaggia
- Isabelle Allen — Les Misérables
- Kara Hayward — Moonrise Kingdom - Una fuga d'amore
- Maude Apatow — Questi sono i 40

### Migliori prestazioni dietro la cinepresa
Benh Zeitlin — Re della terra selvaggia
- Craig Zobel — Compliance
- Stephen Chbosky — Noi siamo infinito
- Seth MacFarlane — Ted

### Migliori prestazioni davanti alla cinepresa
Quvenzhané Wallis — Re della terra selvaggia
- Mark Duplass — Safety Not Guaranteed
- Dwight Henry — Re della terra selvaggia
- Suraj Sharma — Vita di Pi

### Miglior film passato inosservato
Safety Not Guaranteed
- Quella casa nel bosco
- A casa con Jeff
- Noi siamo infinito
- Sound of My Voice

## Film con premi o nomination multiple
I seguenti 22 film hanno ricevuto 2 o più nomination:
| Nomination | Film                                       |
| ---------- | ------------------------------------------ |
| 12         | Les Misérables                             |
| 8          | Vita di Pi                                 |
| 8          | Lincoln                                    |
| 8          | Skyfall                                    |
| 6          | Moonrise Kingdom - Una fuga d'amore        |
| 6          | Zero Dark Thirty                           |
| 5          | Re della terra selvaggia                   |
| 5          | Il lato positivo - Silver Linings Playbook |
| 4          | Anna Karenina                              |
| 4          | Noi siamo infinito                         |
| 3          | The Avengers                               |
| 3          | Lo Hobbit - Un viaggio inaspettato         |
| 3          | The Master                                 |
| 2          | Cloud Atlas                                |
| 2          | Il cavaliere oscuro - Il ritorno           |
| 2          | Hitchcock                                  |
| 2          | Jiro e l'arte del sushi                    |
| 2          | The Impossible                             |
| 2          | L'incredibile vita di Timothy Green        |
| 2          | Royal Affair                               |
| 2          | Safety Not Guaranteed                      |
| 2          | The Sessions - Gli incontri                |
| 2          | Ralph Spaccatutto                          |

I seguenti 6 film hanno ricevuto 2 o più premi:
| Premi | Film                                |
| ----- | ----------------------------------- |
| 3     | Argo                                |
| 3     | Re della terra selvaggia            |
| 3     | Moonrise Kingdom - Una fuga d'amore |
| 3     | Skyfall                             |
| 2     | Vita di Pi                          |
| 2     | Zero Dark Thirty                    |